# Rudolf Kozłowski
Rudolf Józef Kozłowski (Zabrze, 15 luglio 1935) è un sollevatore polacco.

## Carriera
Prese parte alle Olimpiadi di Tokyo nel 1964, che valevano anche come campionati mondiali, classificandosi al settimo posto. Ai campionati mondiali vinse due medaglie di bronzo nel 1962 e nel 1965 e ai campionati europei si aggiudicò due argenti e quattro bronzi tra il 1960 e il 1968.
Ha militato nel Górnik Zabrze e ha vinto il campionato polacco due volte, nel 1962 e nel 1964.